# Saint-Côme-du-Mont
Saint-Côme-du-Mont è una località e un comune francese soppresso di 543 abitanti situato nel dipartimento della Manica nella regione della Normandia.
Il 1º gennaio 2016 si fuse coi comuni di Angoville-au-Plain, Carentan e Houesville per formare il nuovo comune di Carentan-les-Marais.

## Società

### Evoluzione demografica
Abitanti censiti